# Берч-Оушенв'ю (Каліфорнія)
Берч-Оушенв'ю (англ. Bertsch-Oceanview) — переписна місцевість (CDP) в США, в окрузі Дель-Норте штату Каліфорнія. Населення — 2520 осіб (2020).

## Географія
Берч-Оушенв'ю розташований за координатами 41°45′8″ пн. ш. 124°9′28″ зх. д. / 41.75222° пн. ш. 124.15778° зх. д. (41.752233, -124.157774).  За даними Бюро перепису населення США в 2010 році переписна місцевість мала площу 14,92 км², з яких 14,21 км² — суходіл та 0,71 км² — водойми.

## Демографія
Згідно з переписом 2010 року, у переписній місцевості мешкало 2436 осіб у 905 домогосподарствах у складі 600 родин. Густота населення становила 163 особи/км².  Було 1008 помешкань (68/км²).
Расовий склад населення:
| - 74,3 % — білих - 12,1 % — корінних американців - 3,9 % — азіатів - 0,1 % — чорних або афроамериканців - 3,3 % — осіб інших рас |

До двох чи більше рас належало 6,3 %. Частка іспаномовних становила 12,7 % від усіх жителів.
За віковим діапазоном населення розподілялося таким чином: 26,0 % — особи молодші 18 років, 60,2 % — особи у віці 18—64 років, 13,8 % — особи у віці 65 років та старші. Медіана віку мешканця становила 38,5 року. На 100 осіб жіночої статі у переписній місцевості припадало 98,2 чоловіків;  на 100 жінок у віці від 18 років та старших — 95,6 чоловіків також старших 18 років.
Середній дохід на одне домашнє господарство  становив 51 904 долари США (медіана — 35 980), а середній дохід на одну сім'ю — 64 359 доларів (медіана — 48 281). За межею бідності перебувало 19,9 % осіб, у тому числі 18,8 % дітей у віці до 18 років та 11,6 % осіб у віці 65 років та старших.
Цивільне працевлаштоване населення становило 827 осіб. Основні галузі зайнятості: освіта, охорона здоров'я та соціальна допомога — 28,7 %, публічна адміністрація — 12,2 %, мистецтво, розваги та відпочинок — 11,4 %, роздрібна торгівля — 11,1 %.